# Idioma tauya
Tauya (también llamado Inafosa) es una lengua de la costa Rai hablada en el valle del río Ramu, provincia de Madang, Papúa Nueva Guinea por aproximadamente 350 personas.

## Clasificación
Está estrechamente relacionada con el lenguaje Biyom que se agrupa con el Tauya en el subgrupo de la costa de Rai. Los dos idiomas se relacionan, aunque Biyom es hablada en la zona alta de las montañas ya que limitan entre si, y se ha descubierto que tienen algunas similitudes en la dicción, como la palabra kaŋgora, que significa iniciado, que se tomó prestada directamente del idioma Biyom. Por esto se sabe que los dos idiomas han tenido comunicación frecuente, así como matrimonios mixtos entre las sociedades. 

## Fonología

### Consonantes
| | Bilabial | Labiodental | Alveolar | Palatal | Velar | Glottal |
| --- | -------- | ----------- | -------- | ------- | ----- | ------- |
| Explosiva | p (b)    |             | t (d)    |         | k (g) | ʔ       |
| Nasal | m        |             | n        |         |       |         |
| Trino |          |             | r        |         |       |         |
| Fricativa |          | f           | s        |         |       |         |
| Aproximada |          |             |          | j       |       |         |
| Notas: 1. b, d, g se consideran fonemas marginales y se indican entre paréntesis. 2. kʷ es una consonante velar labializada en el idioma 3. ʔʷ es una consonante oclusiva glotal labializada en el idioma 4. w es una consonante t sonora labializada-velar aproximada en el idioma |          |             |          |         |       |         |

En Tauya, cuatro de las consonantes r, k, kʷ, ʔʷ  están restringidas a partes específicas de la estructura de la palabra. r aparece en la posición central de las palabras del idioma y k y kʷ aparecen principalmente en la posición inicial de la palabra. ʔʷ está limitada a la posición inicial del morfema.

### Vocales
Tauya tiene cinco vocales similares a la mayoría de los idiomas de Papúa Nueva Guinea.
|             | Anterior | Central | Posterior |
| ----------- | -------- | ------- | --------- |
| Cerrada     | i        |         | u         |
| Semicerrada | e        |         | o         |
| Abierto     |          | a       |           |

La vocal e sigue muchas reglas lingüísticas de argumentación creciente desde una cláusula menor a una principal. La vocal puede cambiar de sonido a uno cercano y puede redondear los labios cuando está en una palabra.
1. yate -> yati [1]
  - ir

Admite los diptongos ai, au, ae, ao, ou, oi (aunque oi es raro). : 87 

## Gramática

### Tipología
Se considera un lenguaje de orden SOV, ya que las oraciones terminan estrictamente con un verbo.
1. Niʔisana safe-ra sai ni-pe-i-na [1]
  - Hace mucho tiempo antepasado serpiente comer (forma literal)
  - Hace mucho tiempo los antepasados comían serpientes
2. Ai ne-pi-ʔa-ra pofa oʔo ʔamai-oʔonou-te-i-na. . .
  - Hermano leña recoger-recoger obtener
  - Todas sus hermanas mayores recogieron y recogieron leña. . .

Existen algunas excepciones, ya que algunas son derivadas del SOV y usan el verbo para transmitir el significado.
1. Pu-pa pu-pa yate ʔatou-ti-a-na. . . [1]
  - Corre, corre, ve, llega
  - Corrió y corrió y fue y llegó.

El idioma Tauya es un sufijo y para su construcción se usa principalmente la concordancia verbal y el marcado de mayúsculas y minúsculas se usa en segundo lugar. La concordancia verbal se usa para marcar singular o plural en los argumentos.
Los verbos mediales se usan para marcar el sujeto de una cláusula medial que es diferente o igual a los verbos en una cláusula con una relación con una cláusula siguiente.

### Sílabas
|                 | Singular | Plural |
| --------------- | -------- | ------ |
| Primera persona | ya       | sen    |
| Segunda persona | na       | ten    |
| 3era persona    | ne       | nen    |

La tercera persona del singular se usa de forma independiente, mientras que en los objetos y sujetos de tercera persona son indefinidos.